# Parectecephala elongata
Parectecephala elongata är en tvåvingeart som beskrevs av Spencer 1986. Parectecephala elongata ingår i släktet Parectecephala och familjen fritflugor.
Artens utbredningsområde är Victoria i Australien. Inga underarter finns listade i Catalogue of Life.